# Шинай-Мару
Шинай-Мару (Shinai Maru) — транспортне судно, яке під час Другої світової війни брало участь у операціях японських збройних сил на Тихому океані.
Судно спорудили як SS Canadian Beaver в 1920 році на канадській верфі Collingwood Shipbuilding Co. (Онтаріо) для компанії Canadian Government Merchant Marine — CGMM. З 1928-го воно перейшло під контроль Canadian National Steamships, а з 1933-го належало зареєстрованій у Ванкувері Shaw G. L., при цьому в 1934-му назву змінили на SS Shinai.
28 грудня 1942-го під час японського вторгнення до Південно-Східної Азії судно затопили в районі Кучингу (північно-західне узбережжя острова Борнео). Згодом судно підняли японці й залучили до своїх операцій як «Шинай-Мару».
17 вересня 1944-го «Шинай-Мару» загинуло біля південно-східного завершення острова Целебес, при цьому, за однію версією, його потопили американські літаки, за другою — воно затонуло внаслідок підриву на міні.